# Filip Kostić

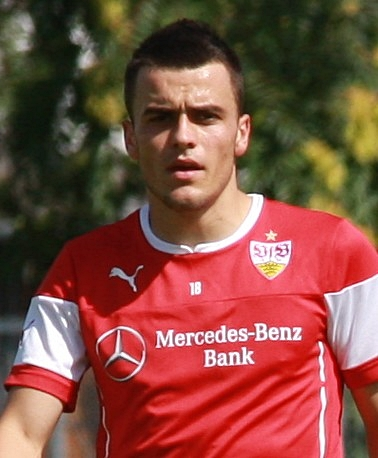
2014 VFB Stuttgart

Filip Kostić (în sârbă: Филип Костић, n. 1 noiembrie 1992) este un fotbalist sârb, care joacă pe post de mijlocaș lateral la Fenerbahçe în Süper Lig, împrumutat de la Juventus Torino. Pe plan internațional, are prezențe la națională pentru Serbia U19⁠(d), Serbia U21⁠(d) și Serbia.